# Karel Bulíř (pedagog)
Karel Bulíř (27. října 1840 Světlá pod Ještědem — 1. ledna 1917 Praha) byl český učitel, organizátor profesních a dobročinných spolků, autor odborných pedagogických textů, učebnic a knih pro mládež. Od roku 1861 působil v Praze, kde spoluzakládal spolek Beseda učitelská (1868) a aktivně v něm působil jako jednatel, redaktor stejnojmenného časopisu a organizátor charitativních podniků (Bolzanův učitelský sirotčinec, Konvikt pro studující syny a dcery učitelů v Praze, nakladatelství Dědictví Komenského aj.). Od 70. let se věnoval průmyslovému (učňovskému) školství jako učitel, člen řídícího výboru a v letech 1883–1909 ředitel pražských pokračovacích škol. V letech 1900–1906 zasedal ve sboru obecních starších, kde se věnoval školským otázkám. Sepsal řadu učebnic, zejména pro pokračovací (učňovské) školy, a knih pro mládež (Štěpnička — s F. J. Řezáčem, Dvacet her milé mládeže česko-slovanské, Písemnosti a listy jednací, Průmyslová čítanka pro školu i dům aj.). Byl oceňován za dlouholetou obětavou činnost ve prospěch pražského školství a učitelů; roku 1894 získal od císaře zlatý záslužný kříž s korunou.

## Život

### Mládí, studium a první zaměstnání
Narodil se 27. října 1840 ve Světlé pod Ještědem jako syn učitele. První vzdělání získal v Liberci. Roku 1855 ho otec zapsal na reálku v Praze, kde ho vyučovali mj. Karel Vladislav Zap, Jan Krejčí a Jan Evangelista Šťastný. Po jejím absolvování pokračoval ve studiu na Amerlingově učitelském ústavu.
Roku 1859 získal vysvědčení (aprobaci) pro učitele na hlavních školách a ihned přijal zaměstnání jako podučitel ve Stochově a za rok v Českém Dubu. Roku 1861 se natrvalo přestěhoval do Prahy, kde vyučoval postupně u sv. Jindřicha, na Hrádku (1867-75) a na Starém Městě (u sv. Havla).

### Pedagogická a veřejná činnost v Praze
V Praze se Bulíř seznámil s řadou osobností, které se snažily o povznesení českého školství; zejména se sblížil se zkušeným učitelem Václavem Bažantem (1801–1893), s nímž vyučoval u sv. Jindřicha. Po odchodu na Hrádek (pod Emauzy) se aktivně zapojil do spolkové činnosti.
V únoru 1868 byl v Praze založen spolek Beseda učitelská. Na první valné hromadě 29. února téhož roku byl Bulíř za předsednictví Václava Bažanta zvolen za člena výboru. V lednu následujícího roku ale došlo k rozkolu, část členů odešla a založila nové sdružení Budeč. 4. února 1869 si Beseda učitelská zvolila nový výbor, v němž Bulíř získal funkci jednatele. Ten pak pod heslem „více skutků, méně hluku“ organizoval její odborné a charitativní aktivity.
Smyslem Besedy učitelské bylo: vzájemně se vzdělávat, přispívat ke zvelebování školství a hájit prospěch učitelstva. Bulíř jako jednatel se zapojil do jejího řízení. Například se podílel na přípravě k založení stejnojmenného spolkového časopisu Beseda učitelská, jehož první číslo vyšlo 7. července 1869. Redaktorem byl nejprve Josef Auštěcký a po jeho smrti r. 1871 Bulíř. V 70. letech se podílel na popularizaci díla Komenského (vydávání spisů F. J. Zoubka) a od 80. let se zaměřil spíše na oblast humanitární, spočívající např. v založení a provozu Bolzanova učitelského sirotčince a Odboru pro zřizování a vydržování konviktů pro studující syny a dcery učitelů v Praze. Nejpozději od roku 1886 zastával funkci starosty (předsedy).
Účastnil se i v dalších organizacích. Například roku 1869 vstoupil do hedvábnické jednoty. V březnu 1870 byl zvolen do výboru Spolku k podporování vdov a sirotků po učitelích na školách obecních a hlavních a v letech 1876 a 1877 tam byl uváděn jako jednatel. V prosinci 1873 kandidoval do výboru živnostenské záložny „Rtuť“.
Roku 1900 byl zvolen do sboru obecních starších (obdoba nynějšího Zastupitelstva hl. m. Prahy) za Nové Město a staročeskou stranu. Mandát obhájil i v roce 1903. Ve funkci se věnoval vzdělávání, zejména problematice mateřská škola mateřských škol. Roku 1906, kdy staročeši vystupovali pod označením Jednota pražských občanů, už nekandidoval.
Roku 1909 složil měšťanský slib do rukou starosty Karla Groše.

### Pokračovací školy
Roku 1873 založila Průmyslová jednota v Praze čtyřtřídní pokračovací (tj. učňovskou) školu pod vedením Aloise Studničky. Bulíř v ní vyučoval v letech 1874-81. V roce 1879 se stal členem řídícího výboru, jehož předsedou byl podnikatel Ignác Skokánek. Téhož roku vystoupil s projevem na řemeslnickém sjezdu v Praze; sjezd na jeho návrh přijal rezoluci, která vyzývala k zakládání pokračovacích škol ve všech obcích, kde je 10 nebo více učňů. V prosinci 1883 byl jmenován ředitelem s platností od 1. ledna 1884. V roce 1885 získal definitivu. Zaměřil se na propojení teoretického a praktického vzdělávání. Protože se nedostávalo kvalitních učebnic, několik z nich sám či ve spolupráci s Průmyslovou jednotou napsal (např. Rádce živnostníků a Průmyslová čítanka – viz sekci Dílo). Škola se postupně rozrůstala, takže na přelomu let 1894 a 1895 dohlížel Bulíř asi na 100 učitelů a 3500 žáků, rozdělených do několika budov v Praze.
Roku 1900 oznámil odchod do výslužby, ale nakonec ještě zůstal. Nezvratně rezignoval v roce 1909.

### Závěr života a ocenění
Roku 1894 mu císař František Josef I. udělil zlatý záslužný kříž s korunou. Předán mu byl na Staroměstské radnici z rukou starosty Čeňka Gregora na slavnostním shromáždění za přítomnosti členů sboru obecních starších, zástupců škol a živnostníků. Řečníci oceňovali Bulířovy velké zásluhy o základní i pokračovací školy, jeho obětavost, vedení dalších učitelů i humanitární a literární aktivity.
Občas se na jeho činnost snesla i kritika; například roku 1888 mu Národní listy vyčítaly, že z důvodu kumulace funkcí — řídil v té době současně obecnou školu u sv. Havla a pokračovací průmyslovou školu — se dostatečně nevěnuje ani jedné z nich, čímž trpí výuka i komunikace s rodiči; jemu podřízený učitelský sbor ale toto nařčení odmítl. Roku 1892 mu rovněž v Národních listech kladli za vinu nízkou kvalitu jím řízených pokračovacích škol, o níž mluvil na konferenci učitelů. To ale byly spíše výjimky.
Zemřel 1. ledna 1917 v Praze-Novém Městě, čp. 1888-II (Pod Slovany 1888/12, Praha 2) na rakovinu jater. Pohřben byl o tři dny později na Olšanech za velké účasti komunálních politiků, učitelů, řemeslníků, obchodníků a dalších.
Byl oceňován za svou snahu o rozvoj školství a národní blahobyt. Stal se učitelem tisíců žáků a rádcem mnoha učitelů. Měl velký pedagogický talent, úspěšně řídil Besedu učitelskou i její časopis. Velký ohlas měly také jeho učebnice, knihy pro mládež a odborné pedagogické články. Kladně ho v nekrologu hodnotily i Lidové noviny. Česká beseda v Českém Dubu ho jmenovala čestným členem.

## Dílo
Od roku 1863 přispíval do časopisů, zejména Beseda učitelská, Národní škola a Škola a život.
Knižně vyšly např. tyto jeho práce:
- První knížka milé mládeže česko-slovanské (1865, spoluautor: František Josef Řezáč)
- Dvacet dvě hry milé mládeže česko-slovanské (1866) a Dvacet her milé mládeže česko-slovanské (1866)
- Štěpnička (1866 s reedicemi, učebnice pro nejmladší školní děti, spoluautor: František Josef Řezáč)
- Sbírka výměrů (1874, výkladový slovník)
- Rádce živnostníkův (1881)
- Průmyslová čítanka pro školu i dům (1883 s mnoha reedicemi, ve spoluautorství s dalšími členy řídícího výboru pokračovacích škol)
- Písemnosti a listy jednací (1886 s několika reedicemi)
- Ku padesátiletému jubileu panování Jeho Veličenstva císaře a krále Františka Josefa I. (1898; spoluautor: Julius Nejedlý)
- Slovníček česko-německý pro obuvníky (1911)

Upravil také řadu povídek pro mládež od jiných autorů, např.:
- Gustav Nieritz: Hrdosť a láska aneb Práce nese požehnání (1870, překlad: Josef Pečírka)
- Gustav Nieritz: Osudy listonošovy, čili Utrpením k odměně (1874, překlad: Josef Pečírka)
- Richard Baron: Kdo chce, najde Kalifornii i ve vlasti (1879, překlad: Josef Věnceslav Vlasák)
- Sbírka bajek, podobenství, povídek, pověstí, obrázků děje- a životopisných a listů (1879)
- Richard Baron: Přátelství a pomsta (1880, překlad: Josef Věnceslav Vlasák)
- Wilhelm Herchenbach: Polepšený zločinec (1881)
- Mateusz Osmański: Starohradská kapela, čili, Bůh poctivých neopustí (1882)
- Vojtěch Augustin Černý: Jiřík, malý umělec, jako vítěz nad životem (1883)
- Luise Pichler: Utrpením ke blahu, neboli Syn vdovy (1881, překlad: Martin Bohumil Hornof)
- Gustav Nieritz: Dřevěné hračky, aneb Cesty prozřetelnosti Páně (1891, překlad: Josef Pečírka)
- Gustav Nieritz: Každý je svého štěstí strůjcem a Přítel v nouzi (1891, překlad: Jan Dolenský)
- Ludvík Unger: Spravedlivy jsou cesty Páně (1893)

## Rodina a příbuzenstvo
- Otec Josef Bulíř[1] (1799–1869)[44] byl učitelem ve Světlé pod Ještědem.[3]
- Bratr Alois Bulíř[45] (1838–1899) byl architekt, vrchní stavební rada a ředitel městského stavebního úřadu v Praze.[46] Jeho syn Jaromír Bulíř[47] (1877–1957) byl chemik, profesor nauky o potravinách na pražské technice.[48]
- S první manželkou Antonií, roz. Marčanovou (1847–1879) z Vlachova Březí se oženil 23. listopadu 1867 v pražském kostele sv. Štěpána; za svědky jim byli profesor techniky Karel Kořistka a učitel Václav Bažant.[49] Měli spolu děti:[50]
  - Syn Karel Bulíř (1868–1939)[51] vystudoval medicínu[52] a stal se okresním lékařem v Praze.[53] Byl také autorem mnoha popularizačních knih v oblasti zdravotnictví.[43] Medicíně se věnoval i jeho syn Karel Bulíř (1897–1962).[54][55]
  - Dcera Eliška Bulířová (1869-??) byla učitelka a spisovatelka.[56] Později se provdala za MUDr. Jaroslava Marčana (1879-??) původem z Domažlic,[57] rovněž literárně činného.[58]
  - Dcera Věnceslava (1877-??) se provdala za Milana Fučíka (1876–1934), úředníka, spisovatele a překladatele.[59][60]
  - Syn Josef (1871–1872) a Václav (1874–1874) a dcery Antonie (1873-??) a Růžena (1879–1879) zemřeli v dětském věku.
- Po smrti první manželky († 12. prosince 1879)[61] se 7. září 1881 u sv. Štěpána oženil s Annou, roz. Šauerovou z Augenburgu (1851-???), narozenou v Držkově;[62] jedním ze svědků byl literárně činný kněz Josef Šauer z Augenburgu. Narodily se jim tyto děti:[50]
  - Syn Antonín Bulíř (1882-??) byl úředník a amatérský malíř. Vytvořil mnoho akvarelů, zachycujících krajiny Čech a Slovenska, ale i Ruska, kam byl nasazen za první světové války. Jejich výstavu uspořádalo roku 2015 Muzeum Podblanicka v Benešově.[63]
  - Syn Josef (1884-??) se stal inženýrem[64]
  - Dále měli dceru Adélu (1886-??), dceru Marii (1887-??) a syna Aloise (1891-??).